# Élections municipales de 2014 à Marseille
Pour un article plus général, voir Élections municipales de 2014 dans les Bouches-du-Rhône.
Les élections municipales ont lieu les 23 et 30 mars 2014 à Marseille afin d'élire les conseils des huit secteurs, le conseil municipal et les conseillers communautaires de la ville.
Les listes du maire sortant UMP, Jean-Claude Gaudin, arrivent largement en tête. Le candidat socialiste, Patrick Mennucci, réalise un très mauvais score, perdant trois secteurs jusque-là détenus par la gauche dont un, le VIIe secteur, au profit du candidat FN, Stéphane Ravier. À l'issue de ces élections, la gauche et le Front national détiennent le même nombre de sièges au conseil municipal et Jean-Claude Gaudin est réélu maire pour un quatrième mandat.

## Contexte

### Mode de scrutin
Suivant la loi PLM, les élections municipales se déroulent par secteur, regroupant chacun deux arrondissements.
Chaque secteur élit ses conseillers (303 au total), dont un tiers siègent au conseil municipal (101), selon la même procédure que dans les communes de plus de 1 000 habitants. Les premiers élus de chaque liste siègent également au conseil municipal, les suivants seulement au conseil de secteur. Lors de sa première séance, chaque conseil de secteur élit son maire de secteur.
Pour la première fois lors de cette élection, à la suite de la loi du 17 mai 2013, les conseillers de Marseille à la communauté urbaine Marseille Provence Métropole sont élus en même temps et sur le même bulletin.
| Secteur                         | I         | II        | III       | IV        | V         | VI        | VII       | VIII      | Total |
| ------------------------------- | --------- | --------- | --------- | --------- | --------- | --------- | --------- | --------- | ----- |
| Résultats                       | cf. infra | cf. infra | cf. infra | cf. infra | cf. infra | cf. infra | cf. infra | cf. infra |       |
| Conseillers de secteur          | 22        | 16        | 22        | 30        | 30        | 26        | 32        | 24        | 202   |
| Conseillers municipaux          | 11        | 8         | 11        | 15        | 15        | 13        | 16        | 12        | 101   |
| dont conseillers communautaires | 6         | 5         | 8         | 10        | 10        | 10        | 12        | 8         | 69    |
| Nombre total d'élus             | 33        | 24        | 33        | 45        | 45        | 39        | 48        | 36        | 303   |

Dans chaque secteur, la liste arrivée en tête obtient la moitié des sièges. Le reste est réparti à la proportionnelle entre toutes les listes ayant obtenu au moins 5 % des voix. Un deuxième tour est organisé si aucune liste n'atteint les 50 % au premier tour, seules les listes ayant obtenu aux moins 10 % peuvent s'y présenter.

### Enjeux
Lors des précédentes élections en 2008, la liste UMP conduite par Jean-Claude Gaudin a été réélu pour un troisième mandat grâce à une avance de moins de 1 000 voix dans le IIIe secteur face à la liste de gauche conduite par Jean-Noël Guérini.
Toutefois, lors de l'élection présidentielle de 2012, François Hollande est arrivé en tête au second tour à Marseille avec 50,87 % des voix et lors des élections législatives qui ont suivi, le Parti socialiste a remporté 4 des 7 sièges de députés de la ville.
Parallèlement, le Front national a réalisé de bons scores : 21,22 % lors de l'élection présidentielle et jusqu'à 40,91 % lors des élections cantonales de 2011.

## Candidats

### «Changer la donne»: Pape Diouf
Pape Diouf, ancien président de l'Olympique de Marseille, annonce le 5 février 2014 sa candidature en rejetant « “la politique politicienne” confisquée par les partis ». Il est rallié par des dissidents EELV, dont Sébastien Barles, des membres des collectifs « Les Gabians » et « Le Sursaut » (son directeur de campagne étant Pierre-Alain Cardona, qui avait tenté de se présenter à la primaire socialiste) et le Mouvement unitaire progressiste. Bien que des discussions ait été entamées avec Pape Diouf, le MoDem décide de rejoindre Patrick Mennucci.
| Secteur       | Tête de liste          | Parti | Parti | Commentaire                  |
| ------------- | ---------------------- | ----- | ----- | ---------------------------- |
| Ier (1/7)     | Sébastien Barles       |       | EELV  | Conseiller d'arrondissement  |
| IIe (2/3)     | Kaouther Ben Mohamed   |       | DVG   |                              |
| IIIe (4/5)    | Michèle Rubirola-Blanc |       | EELV  | Conseillère d'arrondissement |
| IVe (6/8)     | André Jollivet         |       | DVG   |                              |
| Ve (9/10)     | Caroline Petit         |       | DVG   |                              |
| VIe (11/12)   | Ferdinand Richard      |       | MUP   |                              |
| VIIe (13/14)  | Pape Diouf             |       | DVG   |                              |
| VIIIe (15/16) | Zoubida Meguenni       |       | DVG   |                              |

### Front de gauche

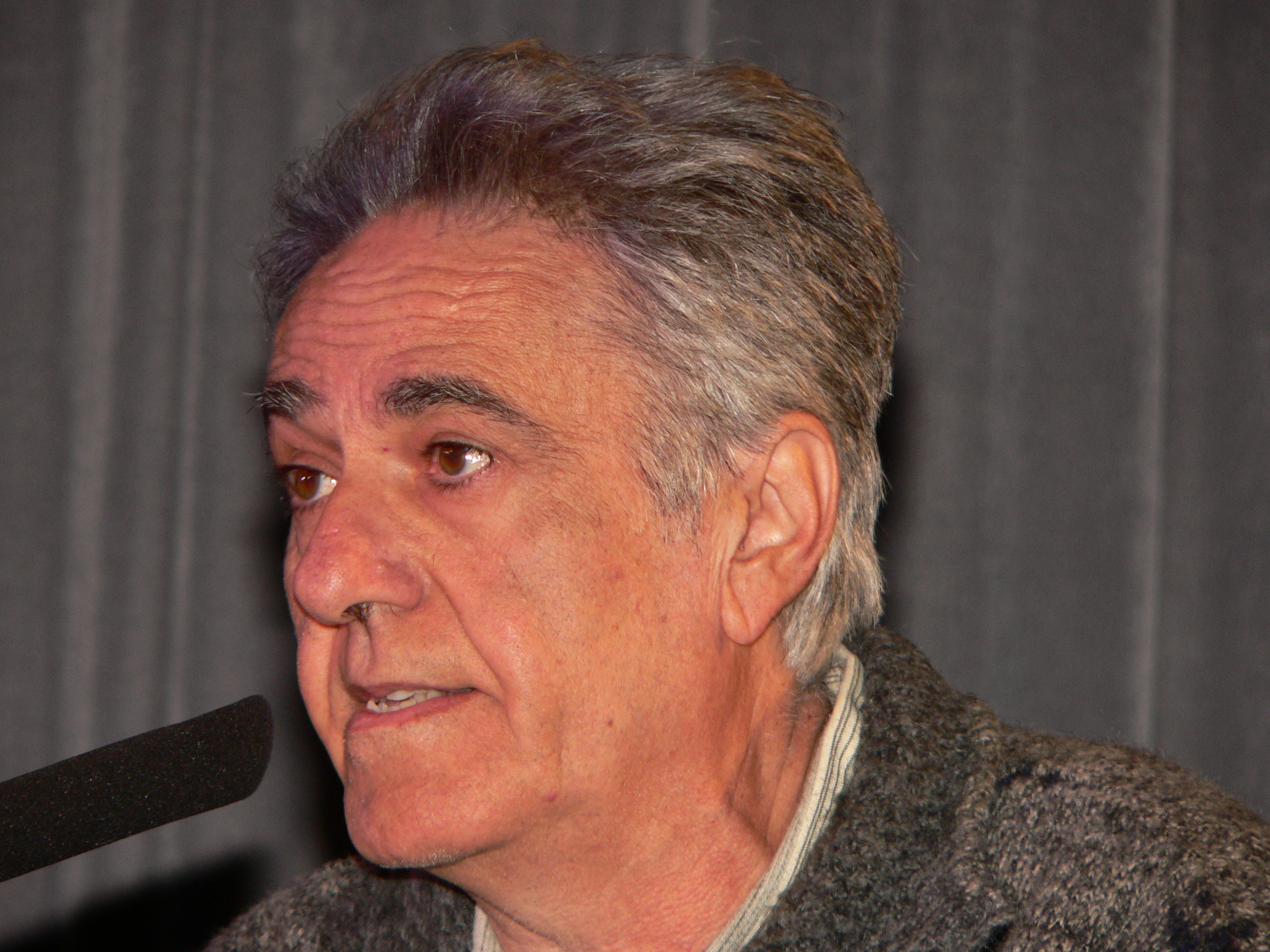
Samy Johsua, lors d'une réunion publique en 2007.

Le communiste Jean-Marc Coppola, vice-président du Conseil régional, est la tête de liste du Front de gauche.
| Secteur       | Tête de liste           | Parti | Parti      | Commentaire                                             |
| ------------- | ----------------------- | ----- | ---------- | ------------------------------------------------------- |
| Ier (1/7)     | Christian Pellicani     |       | PCF        | Conseiller municipal.                                   |
| IIe (2/3)     | Marie Batoux            |       | PG         |                                                         |
| IIIe (4/5)    | Isabelle Pasquet        |       | PCF        | Sénatrice des Bouches-du-Rhône.                         |
| IVe (6/8)     | Marie-Françoise Palloix |       | PCF        | Conseillère communautaire.                              |
| Ve (9/10)     | Jean-Marc Cavagnara     |       | PG         |                                                         |
| VIe (11/12)   | Sandrine Cartier        |       | Sans       |                                                         |
| VIIe (13/14)  | Samy Johsua             |       | Ensemble ! |                                                         |
| VIIIe (15/16) | Jean-Marc Coppola       |       | PCF        | Vice-président de la Région Provence-Alpes-Côte d'Azur. |

### Front national
Stéphane Ravier, conseiller régional et conseiller d'arrondissement du VIIe secteur, mène la liste « Marseille bleu Marine » du Front national.
En mai 2013, Anna Rosso-Roig, qui était candidate du Front de gauche lors des élections législatives de 2012 annonce son ralliement à la liste du Front national avant de renoncer quelques mois plus tard en indiquant ne pas vouloir « faire partie de cette frange radicale ».
En janvier 2014, Stéphane Ravier remplace les candidats précédemment désignés têtes de liste dans les Ier et IVe secteurs, l'un pour des « blagues douteuses sur Facebook », l'autre parce qu'il aurait quitté le parti.
| Secteur       | Tête de liste       | Parti | Parti | Commentaire                       |
| ------------- | ------------------- | ----- | ----- | --------------------------------- |
| Ier (1/7)     | Dominique Demeester |       | FN    |                                   |
| IIe (2/3)     | Jeanne Marti        |       | FN    |                                   |
| IIIe (4/5)    | Jean-Pierre Baumann |       | FN    |                                   |
| IVe (6/8)     | Michel Cataneo      |       | FN    |                                   |
| Ve (9/10)     | Laurent Comas       |       | FN    | Conseiller régional.              |
| VIe (11/12)   | Élisabeth Philippe  |       | FN    | Conseillère régionale.            |
| VIIe (13/14)  | Stéphane Ravier     |       | FN    | Conseiller régional.              |
| VIIIe (15/16) | Bernard Marandat    |       | FN    | Conseiller régional et municipal. |

### Parti socialiste

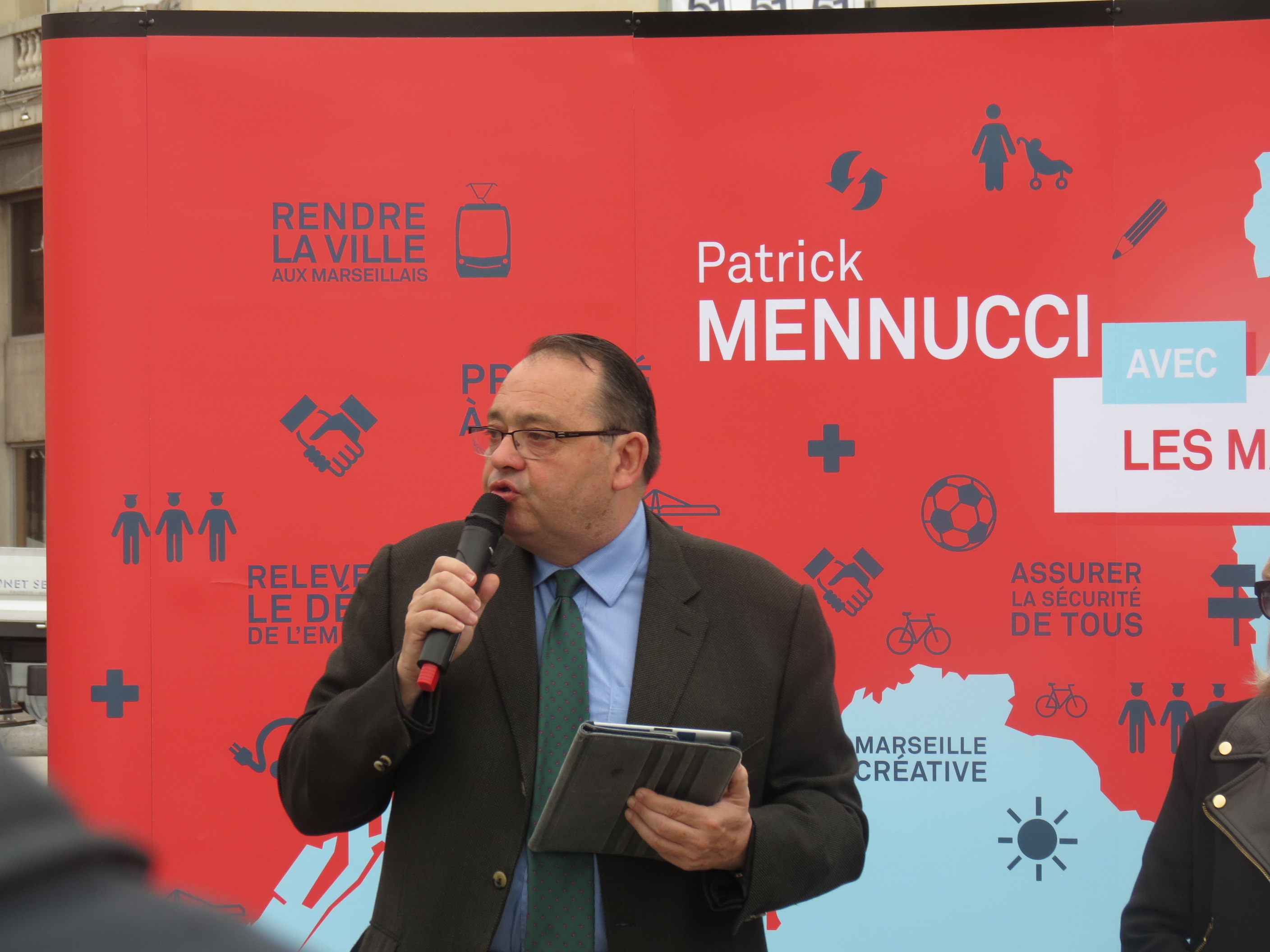
Patrick Mennucci, lors d'un meeting de rue en avril 2013.

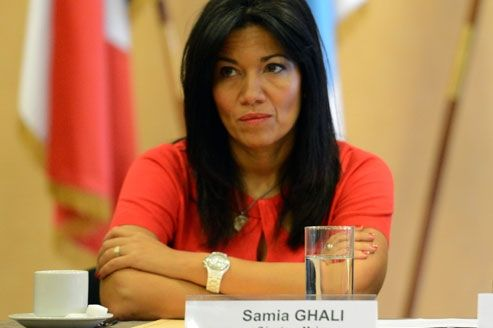
Samia Ghali.

Le Parti socialiste décide en mars 2013 d'organiser à Marseille une primaire ouverte à l'ensemble des citoyens inscrits sur les listes électorales,. Le 17 juillet 2013, les noms des candidats à la primaire sont officialisés,,.
Candidats qualifiés pour la primaire
- Eugène Caselli (président de la Communauté urbaine)[14]
- Samia Ghali (sénatrice-maire du VIIIe secteur)[15]
- Henri Jibrayel (député)[16]
- Marie-Arlette Carlotti (ministre déléguée aux Personnes handicapées et à la lutte contre l'exclusion)[17]
- Patrick Mennucci (député-maire du Ier secteur)[18]
- Christophe Masse (vice-président du Conseil général)[19]

Le premier tour a lieu le 13 octobre 2013. Plus de 20 000 personnes y participent qui assurent la qualification pour le second tour de Samia Ghali, arrivée en tête, et Patrick Mennucci, qui devance la ministre Marie-Arlette Carlotti. Menucci reçoit immédiatement le soutien de Carlotti et Henri Jibrayel.
Le 20 octobre 2013, Patrick Mennucci l'emporte avec une participation en hausse.
| Candidats      | Candidats              | Premier tour | Premier tour | Second tour | Second tour |  |
| Candidats      | Candidats              | Voix         | %            | Voix        | %           |  |
| -------------- | ---------------------- | ------------ | ------------ | ----------- | ----------- |  |
|                | Samia Ghali            | 5 151        | 25,25 %      | 10 044      | 42,84 %     |  |
|                | Patrick Mennucci       | 4 212        | 20,65 %      | 13 399      | 57,16 %     |  |
|                | Marie-Arlette Carlotti | 3 982        | 19,52 %      |             |             |  |
|                | Eugène Caselli         | 3 380        | 16,57 %      |             |             |  |
|                | Christophe Masse       | 2 915        | 14,29 %      |             |             |  |
|                | Henri Jibrayel         | 756          | 3,71 %       |             |             |  |
|                |                        |              |              |             |             |  |
| Votants        | Votants                | 20 731       | 100,00       | 24 037      | 100,00      |  |
| Exprimés       | Exprimés               | 20 396       | 93,38        |             |             |  |
| Blancs et nuls | Blancs et nuls         | 335          | 0,41         | 594         |             |  |

#### Alliance avec Europe Écologie Les Verts
En septembre 2013, Karim Zéribi, député européen (élu en 2009 sur la liste du PS en tant que « société civile ») et président du conseil d'administration de la RTM, est désigné tête de liste d'Europe Écologie Les Verts (EELV) à 91 % des voix face à Sébastien Barles. Cette désignation est toutefois contestée au sein même d'EELV, Sébastien Barles dénonçant « une adhésion massive de nouveaux militants dont certains ignoraient qu'ils avaient adhéré » et des « spoliations de mandats » de procuration. Toutefois le Conseille Statutaire EELV national réfute ces accusations, une procédure d'exclusion est engagée à l'encontre de Sébastien Barles pour dissidence et accusation non fondée.
Après avoir d'abord indiqué qu'il n'y a « aucune discussion » avec le Parti socialiste, Karim Zéribi conclut finalement en janvier 2014 une alliance dès le premier tour avec le candidat socialiste Patrick Mennucci : Karim Zéribi sera la tête de liste dans le Ve secteur et EELV obtiendra neuf conseillers municipaux et trois adjoints en cas de victoire. Sébastien Barles, opposé à cette union, annonce qu'il va discuter « ceux qui croient à une force autonome ».

#### Alliance avec des membres du MoDem
Après avoir annoncé des listes autonomes puis des discussions notamment avec Pape Diouf, le leader local du MoDem et eurodéputé Jean-Luc Bennahmias annonce le 24 février 2014 qu'il rallie la candidature de Patrick Mennucci avec une douzaine de membres de son parti sous l'étiquette « Démocrates marseillais ».
Cette décision traduit une rupture de Jean-Luc Bennahmias avec le MoDem de François Bayrou qui apporte le soutien officiel de son parti à Jean-Claude Gaudin.

#### Têtes de liste
| Secteur       | Tête de liste           | Parti | Parti | Commentaire |
| ------------- | ----------------------- | ----- | ----- | --- |
| Ier (1/7)     | Patrick Mennucci        |       | PS    | Député de la 4e circonscription, maire sortant du Ier secteur.                                                                              |
| IIe (2/3)     | Eugène Caselli          |       | PS    | Conseiller municipal, président de la Communauté urbaine Marseille Provence Métropole.                                                      |
| IIIe (4/5)    | Marie-Arlette Carlotti  |       | PS    | Ministre déléguée aux Personnes handicapées et à la Lutte contre l'exclusion, conseillère générale du canton de Marseille-Les Cinq-Avenues. |
| IVe (6/8)     | Annie Lévy-Mozziconacci |       | PS    | |
| Ve (9/10)     | Karim Zéribi            |       | EELV  | Député européen, conseiller municipal du VIIe secteur.                                                                                      |
| VIe (11/12)   | Christophe Masse        |       | PS    | conseiller général du canton de Marseille-Les Olives, conseiller municipal du VIe secteur.                                                  |
| VIIe (13/14)  | Garo Hovsepian          |       | PS    | Maire sortant du VIIe secteur. |
| VIIIe (15/16) | Samia Ghali             |       | PS    | Sénatrice, maire sortante du VIIIe secteur.                                                                                                 |

### Union pour un mouvement populaire

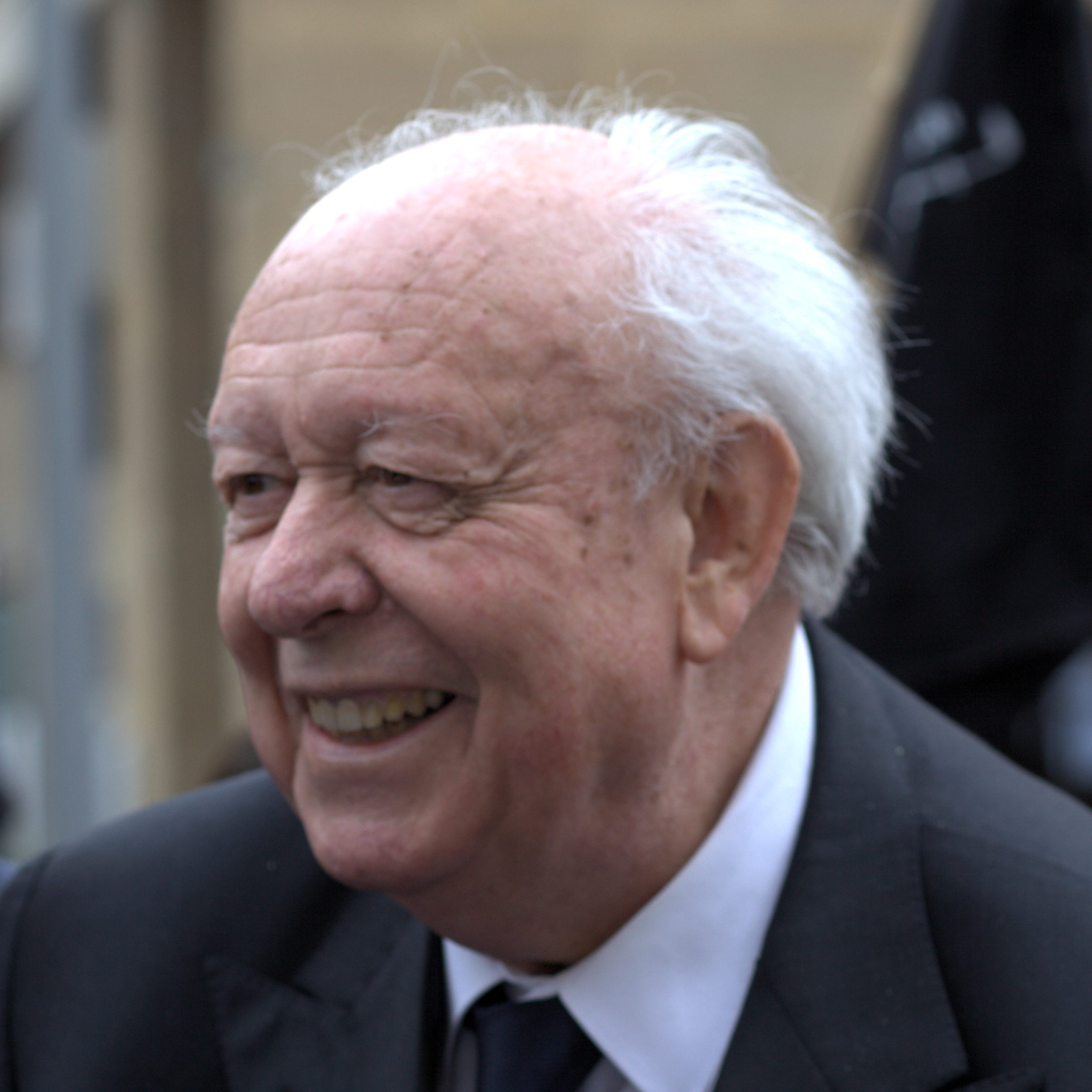
Jean-Claude Gaudin, maire depuis 1995 et candidat pour un quatrième mandat.

Renaud Muselier, un temps dauphin désigné du maire sortant Jean-Claude Gaudin, renonce à être candidat en juillet 2012. Dominique Tian et Guy Teissier annoncent leur candidature.
Finalement, Jean-Claude Gaudin décide de briguer un quatrième mandat. Il l'annonce le 21 novembre 2013. Il reçoit l'appui de l'UDI puis le soutien officiel du MoDem, dont le leader local Jean-Luc Bennahmias soutient toutefois Patrick Mennucci.
| Secteur       | Tête de liste      | Parti | Parti | Commentaire                                                                                     |
| ------------- | ------------------ | ----- | ----- | ----------------------------------------------------------------------------------------------- |
| Ier (1/7)     | Dominique Tian     |       | UMP   | Député de la 2e circonscription.                                                                |
| IIe (2/3)     | Solange Biaggi     |       | UMP   | Adjointe au maire de Marseille, conseillère générale du canton de Marseille-Notre-Dame-du-Mont. |
| IIIe (4/5)    | Bruno Gilles       |       | UMP   | Sénateur, maire sortant du IIIe secteur.                                                        |
| IVe (6/8)     | Jean-Claude Gaudin |       | UMP   | Sénateur, maire sortant de Marseille.                                                           |
| Ve (9/10)     | Guy Teissier       |       | UMP   | Député de la 6e circonscription, maire sortant du Ve secteur.                                   |
| VIe (11/12)   | Roland Blum        |       | UMP   | Premier adjoint au maire de Marseille.                                                          |
| VIIe (13/14)  | Richard Miron      |       | UMP   | Adjoint au maire de Marseille, conseiller général du canton de Marseille-La Pointe-Rouge.       |
| VIIIe (15/16) | Arlette Fructus    |       | UDI   | Adjointe au maire de Marseille, conseillère régionale.                                          |

### Listes présentes sur certains secteurs seulement

#### «Marseille à vivre»: Robert Assante
Le maire UDI du VIe secteur, Robert Assante, annonce en octobre 2013 qu'il quitte l'UDI et la majorité de Jean-Claude Gaudin. Il se déclare « en phase » avec le député FN Gilbert Collard mais se représente sans étiquette dans son secteur.

#### Parti radical de gauche
Le 6 novembre 2013, le Parti radical de gauche (PRG) annonce son intention de présenter des listes autonomes dans les huit secteurs de la ville. Jacques Soubeyrand, gériatre à l'hôpital Sainte-Marguerite, est la tête de liste du PRG.
Lisette Narducci, maire sortante du IIe secteur – élue avec le PS en 2008 et candidate dissidente aux élections législatives de 2012 qui a ensuite rejoint le PRG – déclare qu'elle est « candidate à [sa] succession », sans toutefois prendre la tête de liste de la ville. Elle déclare également que si elle devait recevoir le soutien de Jean-Noël Guérini, elle ne le refuserait pas. Le 24 janvier 2014, elle reçoit le soutien du président du Conseil général Jean-Noël Guérini, qui la considère comme « une amie très fidèle ».
Entre les deux tours, Lisette Narducci s'allie dans le IIe secteur avec la liste UMP de Solange Biaggi arrivée première. Cet accord — dénoncé nationalement par le PRG — permet à Lisette Narducci d'être réélue maire du secteur.
| Secteur       | Tête de liste    | Parti | Parti | Commentaire                                                                        |
| ------------- | ---------------- | ----- | ----- | ---------------------------------------------------------------------------------- |
| Ier (1/7)     | Adrien Akroune   |       | PRG   |                                                                                    |
| IIe (2/3)     | Lisette Narducci |       | PRG   | Maire du IIe secteur, conseillère générale du canton de Marseille-La Belle-de-Mai. |
| IIIe (4/5)    | Robert Bismuth   |       | PRG   |                                                                                    |
| Ve (9/10)     | Fernand Pietri   |       | PRG   |                                                                                    |
| VIIIe (15/16) | Hassen Hammou    |       | PRG   |                                                                                    |

## Sondages

### Ville entière
Ci-dessous figure la liste des intentions de vote à l'échelle de la ville, sans tenir compte des secteurs. L'attention du lecteur est attirée sur le fait que les questions posées peuvent différer en fonction des périodes et des sondeurs. Les cases en gras colorées indiquent la liste en tête ; les cases en gras indiquent les listes pouvant se qualifier pour le second tour.
|                   |                        |             | Premier tour | Premier tour | Premier tour | Premier tour | Premier tour | Premier tour | Premier tour | Premier tour | Premier tour | Premier tour | Premier tour | Premier tour | Second tour | Second tour      | Second tour    | Second tour |
| ----------------- | ---------------------- | ----------- | ------------ | ------------ | ------------ | ------------ | ------------ | ------------ | ------------ | ------------ | ------------ | ------------ | ------------ | ------------ | ----------- | ---------------- | -------------- | ----------- |
| Institut          | Date                   | Échantillon | EXG          | Coppola      | Mennucci     | Zéribi       | Barles       | Soubeyrand   | Narducci     | Diouf        | Bennahmias   | Gaudin       | Ravier       | Autre        |             | Mennucci PS-EELV | Gaudin UMP-UDI | Ravier FN   |
| Institut          | Date                   | Échantillon | EXG          | FG           | PS           | EÉLV         | EÉLV         | PRG          | PRG          | Le Sursaut   | MoDem        | UMP-UDI      | FN           | Autre        |             |                  |                |             |
| Institut          | Date                   | Échantillon |              |              |              |              |              |              |              |              |              |              |              |              |             |                  |                |             |
| BVA               | 5 au 8 mars 2014       | 1010        | -            | 11 %         | 26 %         | 26 %         | -            | 1 %          | -            | 5 %          | 41 %         | 41 %         | 16 %         | -            | 39 %        | 45 %             | 16 %           |             |
| Ifop              | 6 au 8 février 2014    | 703         | 1 %          | 7 %          | 29 %         | 29 %         | -            | 1 %          | -            | 4 %          | -            | 35 %         | 22 %         | 1 %          | 39 %        | 41 %             | 20 %           |             |
| CSA               | 27 au 28 janvier 2014  | 803         | 1 %          | 9 %          | 31 %         | 31 %         | -            | -            | 2 %          | <1 %         | 3 %          | 37 %         | 17 %         | -            | 41 %        | 42 %             | 17 %           |             |
| Ifop              | 2 au 4 janvier 2014    | 702         | 1 %          | 7 %          | 25 %         | 6 %          | -            | -            | 1,5 %        | 0,5 %        | 4 %          | 33 %         | 21 %         | 1 %          | 41 %        | 40 %             | 19 %           |             |
| BVA               | 13 au 15 novembre 2013 | 612         | 3 %          | 8 %          | 25 %         | 7 %          | -            | -            | -            | -            | 5 %          | 31 %         | 21 %         | -            | 41 %        | 40 %             | 19 %           |             |
| Ifop              | 13 au 5 septembre 2013 | 702         | 1 %          | 9 %          | 21 %         | -            | 7 %          | -            | -            | -            | 3 %          | 34 %         | 25 %         | -            | 38 %        | 40 %             | 22 %           |             |
| Ifop (pour l'UMP) | 13 au 6 juillet 2013   | 903         | 1 %          | 8 %          | 23 %         | -            | 8 %          | -            | -            | -            | 3 %          | 32 %         | 25 %         | -            | 39 %        | 39 %             | 22 %           |             |
| Ifop              | 13 au 23 février 2013  | 704         | 1 %          | 10 %         | 24 %         | -            | 8 %          | -            | -            | -            | 3 %          | 36 %         | 19 %         | -            | 42 %        | 39 %             | 19 %           |             |

### Secteurs

#### Premier secteur
|          |                       |             | Second tour | Second tour  | Second tour |
| -------- | --------------------- | ----------- | ----------- | ------------ | ----------- |
| Institut | Date                  | Échantillon | Mennucci PS | Tian UMP-UDI | Ravier FN   |
| Institut | Date                  | Échantillon |             |              |             |
| Ifop     | 26 au 28 février 2013 | 502         | 47 %        | 35 %         | 18 %        |
| Ifop     | 26 au 28 février 2013 | 502         | 56 %        | 44 %         | -           |

#### Troisième secteur
|             |                                |             | Premier tour | Premier tour | Premier tour | Premier tour | Premier tour         | Premier tour | Premier tour | Premier tour          | Premier tour |  | Second tour      | Second tour           | Second tour |
| ----------- | ------------------------------ | ----------- | ------------ | ------------ | ------------ | ------------ | -------------------- | ------------ | ------------ | --------------------- | ------------ |  | ---------------- | --------------------- | ----------- |
| Institut    | Date                           | Échantillon | Pasquier FG  | Carlotti PS  | Barles EELV  | Piétri PRG   | Rubirola Liste Diouf | Persia SE    | Saïd DVD     | Gilles UMP- UDI-MoDem | Baumann FN   |  | Carlotti PS-EELV | Gilles UMP- UDI-MoDem | Baumann FN  |
| Institut    | Date                           | Échantillon |              |              |              |              |                      |              |              |                       |              |  |                  |                       |             |
| Ifop        | 13 au 15 mars 2014             | 552         | 12 %         | 29 %         | 29 %         | -            | 4 %                  | 0,5 %        | 0,5 %        | 35 %                  | 15 %         |  | 43 %             | 42 %                  | 15          |
| BVA         | 5 au 8 mars 2014               | 505         | 14 %         | 29 %         | 29 %         | 1 %          | 5 %                  | -            | -            | 36 %                  | 15 %         |  | 44 %             | 42 %                  | 14 %        |
| TNS-Sofres  | 30 janvier au 1er février 2014 | 614         | 10 %         | 33 %         | 33 %         | -            | 5 %                  | -            | -            | 38 %                  | 14 %         |  | 44 %             | 43 %                  | 13 %        |
| Polling Vox | 4 au 6 novembre 2013           | 600         | 11 %         | 31 %         | 5 %          | -            | -                    | -            | -            | 34 %                  | 19 %         |  | 47 %             | 35 %                  | 18 %        |

#### Sixième secteur
|          |      |             | Premier tour   | Premier tour | Premier tour  | Premier tour        | Premier tour       | Premier tour          | Premier tour |  | Second tour   | Second tour        | Second tour |
| -------- | ---- | ----------- | -------------- | ------------ | ------------- | ------------------- | ------------------ | --------------------- | ------------ |  | ------------- | ------------------ | ----------- |
| Institut | Date | Échantillon | Extrême gauche | Cartier FG   | Masse PS-EELV | Richard Liste Diouf | Blum UMP-UDI-MoDem | Assante Divers droite | Philippe FN  |  | Masse PS-EELV | Blum UMP-UDI-MoDem | Philippe FN |
| Institut | Date | Échantillon |                |              |               |                     |                    |                       |              |  |               |                    |             |
| Ifop     |      | 602         | 1 %            | 7 %          | 23 %          | 4,5 %               | 30 %               | 13 %                  | 21 %         |  | 35 %          | 45 %               | 20 %        |

## Résultats

### Résultats 2008
| Tête de liste  | Tête de liste       | Partis                       | Premier tour | Premier tour | Second tour | Second tour | Sièges | Sièges |
| Tête de liste  | Tête de liste       | Partis                       | #            | %            | #           | %           | #      | %      |
| -------------- | ------------------- | ---------------------------- | ------------ | ------------ | ----------- | ----------- | ------ | ------ |
|                | Jean-Claude Gaudin  | UMP                          | 109 930      | 41,03 %      | 100 509     | 50,42 %     | 51     | 50,50  |
|                | Jean-Noël Guérini   | PS, PCF, Verts, PRG, LO, MRC | 104 876      | 39,14 %      | 95 183      | 47,75 %     | 49     | 48,51  |
|                | Stéphane Ravier     | FN                           | 23 475       | 8,76 %       | 3 642       | 1,83 %      | 1      | 0,99   |
|                | Jean-Luc Bennahmias | MoDem                        | 14 844       | 5,54 %       |             |             |        |        |
|                | Armelle Chevassu    | LCR, GAL                     | 12 914       | 4,82 %       |             |             |        |        |
|                |                     | Autres                       | 1 911        | 0,71 %       |             |             |        |        |
|                |                     |                              |              |              |             |             |        |        |
| Inscrits       | Inscrits            | Inscrits                     | 474 806      | 100 %        | 322 453     | 100 %       | 101    | 100    |
| Abstention     | Abstention          | Abstention                   | 200 655      | 42,26 %      | 117 628     | 36,48 %     |        |        |
| Votants        | Votants             | Votants                      | 274 151      | 57,74 %      | 204 825     | 63,52 %     |        |        |
| Blancs et nuls | Blancs et nuls      | Blancs et nuls               | 6 201        | 2,26 %       | 5 491       | 2,68 %      |        |        |
| Exprimés       | Exprimés            | Exprimés                     | 267 950      | 97,74 %      | 199 334     | 97,32 %     |        |        |

Couleur politique des maires de secteur avant les élections de 2014.

Note : à la suite de la fusion des listes MoDem avec les listes menées par le Parti socialiste entre les deux tours, LO a décidé de retirer ses candidats des listes d'union de la gauche.

### Maires sortants et maires élus

Couleur politique des maires de secteur élus le 11 avril 2014.

| Secteur            | Arrondissement     | Maire sortant      | Parti | Parti | Maire élu             | Parti | Parti     |
| ------------------ | ------------------ | ------------------ | ----- | ----- | --------------------- | ----- | --------- |
| Ville de Marseille | Ville de Marseille | Jean-Claude Gaudin |       | UMP   | Jean-Claude Gaudin    |       | UMP       |
| Ier                | 1er et 7e          | Patrick Mennucci   |       | PS    | Sabine Bernasconi     |       | UMP       |
| IIe                | 2e et 3e           | Lisette Narducci   |       | PRG   | Lisette Narducci      |       | PRG diss. |
| IIIe               | 4e et 5e           | Bruno Gilles       |       | UMP   | Bruno Gilles          |       | UMP       |
| IVe                | 6e et 8e           | Yves Moraine       |       | UMP   | Yves Moraine          |       | UMP       |
| Ve                 | 9e et 10e          | Guy Teissier       |       | UMP   | Lionel Royer-Perreaut |       | UMP       |
| VIe                | 11e et 12e         | Robert Assante     |       | DVD   | Valérie Boyer         |       | UMP       |
| VIIe               | 13e et 14e         | Garo Hovsepian     |       | PS    | Stéphane Ravier       |       | FN        |
| VIIIe              | 15e et 16e         | Samia Ghali        |       | PS    | Samia Ghali           |       | PS        |

### Résultats globaux

Liste arrivée en tête par secteur.

Résultats pour les listes présentes dans les huit secteurs de la ville. Pour les autres listes, voir les résultats par secteur.
| Tête de liste  | Tête de liste      | Partis         | Premier tour | Premier tour | Second tour | Second tour | Sièges            | Sièges                |
| Tête de liste  | Tête de liste      | Partis         | #            | %            | #           | %           | Conseil municipal | Conseil communautaire |
| -------------- | ------------------ | -------------- | ------------ | ------------ | ----------- | ----------- | ----------------- | --------------------- |
|                | Jean-Claude Gaudin | UMP-UDI-MoDem  | 96 132       | 37,64 %      | 96 813      | 42,39 %     | 61                | 53                    |
|                | Stéphane Ravier    | FN             | 59 159       | 23,16 %      | 60 548      | 26,51 %     | 20                | 7                     |
|                | Patrick Mennucci   | PS-EELV        | 53 030       | 20,77 %      | 70 999      | 31,09 %     | 20                | 9                     |
|                | Jean-Marc Coppola  | FG             | 18 132       | 7,10 %       | 70 999      | 31,09 %     | 20                | 9                     |
|                | Pape Diouf         | Liste Diouf    | 14 377       | 5,63 %       |             |             |                   |                       |
|                | Autres             | Autres         | 14 047       | 5,50 %       |             |             |                   |                       |
|                |                    |                |              |              |             |             |                   |                       |
| Inscrits       | Inscrits           | Inscrits       | 491 097      | 100 %        | 412 940     | 100 %       | 101               | 69                    |
| Abstention     | Abstention         | Abstention     | 228 197      | 46,47 %      | 176 395     | 42,72 %     |                   |                       |
| Votants        | Votants            | Votants        | 262 900      | 53,53 %      | 236 545     | 57,28 %     |                   |                       |
| Blancs et nuls | Blancs et nuls     | Blancs et nuls | 7 519        | 2,86 %       | 8 185       | 3,46 %      |                   |                       |
| Exprimés       | Exprimés           | Exprimés       | 255 381      | 97,14 %      | 228 360     | 96,54 %     |                   |                       |

Alors que les sondages prédisaient un scrutin serré, les résultats du premier tour donne une large avance aux listes UMP-UDI du maire sortant Jean-Claude Gaudin. Comme au niveau national, la liste socialiste, soutenue par EELV, subit un revers : Patrick Mennucci termine même troisième derrière le Front national. Le candidat du FN, Stéphane Ravier, arrive en tête dans le VIIe secteur.
Pour le second tour, les listes PS-EELV fusionnent avec celles du Front de gauche mais Pape Diouf refuse de soutenir qui que ce soit. Dans le IIe secteur, la liste UMP fusionne avec la liste PRG de Lisette Narducci soutenue par Jean-Noël Guérini, ce qui permet au second tour de faire basculer à droite ce secteur, traditionnellement acquis à la gauche. Enfin, dans le VIe secteur, la liste UMP de Roland Blum fusionne avec celle divers droite de Robert Assante. Ainsi, dans les sept secteurs encore en jeu, le second tour prend la forme de triangulaires droite/extrême-droite/gauche.
Finalement, en plus du IVe secteur gagné dès le premier tour, la droite remporte cinq secteurs, y compris le Ier secteur dont Patrick Mennucci est le maire sortant. Le FN remporte le VIIe secteur : Stéphane Ravier devient ainsi le premier maire de secteur FN à Marseille. Sur les quatre secteurs qu'il détenait avant le scrutin, le PS ne réussit qu'à garder le VIIIe, remporté par la maire sortante Samia Ghali.

### Résultats par secteurs

#### Iersecteur (1eret7earrondissements)
| Tête de liste  | Tête de liste       | Partis         | Premier tour | Premier tour | Second tour | Second tour | Sièges             | Sièges            | Sièges                |
| Tête de liste  | Tête de liste       | Partis         | #            | %            | #           | %           | Conseil de secteur | Conseil municipal | Conseil communautaire |
| -------------- | ------------------- | -------------- | ------------ | ------------ | ----------- | ----------- | ------------------ | ----------------- | --------------------- |
|                | Dominique Tian      | UMP-UDI-MoDem  | 9 063        | 38,60 %      | 11 279      | 44,89 %     | 16                 | 9                 | 5                     |
|                | Patrick Mennucci    | PS-EELV        | 6 331        | 26,96 %      | 10 175      | 40,50 %     | 5                  | 2                 | 1                     |
|                | Christian Pellicani | FG             | 2 108        | 8,98 %       | 10 175      | 40,50 %     | 5                  | 2                 | 1                     |
|                | Dominique Demeester | FN             | 3 526        | 15,02 %      | 3 670       | 14,61 %     | 1                  | 0                 |                       |
|                | Sébastien Barles    | Liste Diouf    | 1 635        | 6,96 %       |             |             |                    |                   |                       |
|                | Said Abdouramane    | AEI            | 467          | 1,99 %       |             |             |                    |                   |                       |
|                | Adrien Akroune      | PRG            | 139          | 0,59 %       |             |             |                    |                   |                       |
|                | Somia Brya-Bertrand | SE             | 127          | 0,54 %       |             |             |                    |                   |                       |
|                | Corinne Raynaud     | POI            | 84           | 0,36 %       |             |             |                    |                   |                       |
|                |                     |                |              |              |             |             |                    |                   |                       |
| Inscrits       | Inscrits            | Inscrits       | 43 167       | 100 %        | 43 161      | 100 %       | 33                 | 11                | 6                     |
| Abstention     | Abstention          | Abstention     | 19 067       | 44,17 %      |             |             |                    |                   |                       |
| Votants        | Votants             | Votants        | 24 100       | 55,83 %      | 25 975      | 60,18 %     |                    |                   |                       |
| Blancs et nuls | Blancs et nuls      | Blancs et nuls | 620          | 2,57 %       | 851         | 3,28 %      |                    |                   |                       |
| Exprimés       | Exprimés            | Exprimés       | 23 480       | 54,39 %      | 25 124      | 58,21 %     |                    |                   |                       |

#### IIesecteur (2eet3earrondissements)
| Tête de liste  | Tête de liste        | Partis         | Premier tour | Premier tour | Second tour | Second tour | Sièges             | Sièges            | Sièges                |
| Tête de liste  | Tête de liste        | Partis         | #            | %            | #           | %           | Conseil de secteur | Conseil municipal | Conseil communautaire |
| -------------- | -------------------- | -------------- | ------------ | ------------ | ----------- | ----------- | ------------------ | ----------------- | --------------------- |
|                | Solange Biaggi       | UMP-UDI-MoDem  | 3 405        | 24,18 %      | 7 215       | 47,70 %     | 12                 | 6                 | 4                     |
|                | Lisette Narducci     | PRG            | 3 352        | 23,81 %      | 7 215       | 47,70 %     | 12                 | 6                 | 4                     |
|                | Eugène Caselli       | PS-EELV        | 2 458        | 17,46 %      | 4 937       | 32,64 %     | 3                  | 1                 | 1                     |
|                | Marie Batoux         | FG             | 1 001        | 7,11 %       | 4 937       | 32,64 %     | 3                  | 1                 | 1                     |
|                | Jeanne Marti         | FN             | 2 329        | 16,54 %      | 2 974       | 19,66 %     | 1                  | 1                 |                       |
|                | Kaouther Ben Mohamed | Liste Diouf    | 762          | 5,41 %       |             |             |                    |                   |                       |
|                | Lakbir Messas        | SE             | 313          | 2,22 %       |             |             |                    |                   |                       |
|                | Omar Djellil         | SE             | 199          | 1,41 %       |             |             |                    |                   |                       |
|                | Isabelle Bonnet      | LO             | 121          | 0,86 %       |             |             |                    |                   |                       |
|                | Eddy Camilleri       | SE             | 106          | 0,75 %       |             |             |                    |                   |                       |
|                | Nicolas Baurand      | POI            | 34           | 0,24 %       |             |             |                    |                   |                       |
|                |                      |                |              |              |             |             |                    |                   |                       |
| Inscrits       | Inscrits             | Inscrits       | 31 564       | 100 %        | 31 564      | 100 %       | 24                 | 8                 | 5                     |
| Abstention     | Abstention           | Abstention     | 17 046       | 54,00 %      |             |             |                    |                   |                       |
| Votants        | Votants              | Votants        | 14 518       | 46,00 %      | 15 783      | 50,00 %     |                    |                   |                       |
| Blancs et nuls | Blancs et nuls       | Blancs et nuls | 438          | 3,02 %       | 657         | 4,16 %      |                    |                   |                       |
| Exprimés       | Exprimés             | Exprimés       | 14 080       | 44,61 %      | 15 126      | 47,92 %     |                    |                   |                       |

#### IIIesecteur (4eet5earrondissements)
| Tête de liste  | Tête de liste          | Partis         | Premier tour | Premier tour | Second tour | Second tour | Sièges             | Sièges            | Sièges                |
| Tête de liste  | Tête de liste          | Partis         | #            | %            | #           | %           | Conseil de secteur | Conseil municipal | Conseil communautaire |
| -------------- | ---------------------- | -------------- | ------------ | ------------ | ----------- | ----------- | ------------------ | ----------------- | --------------------- |
|                | Bruno Gilles           | UMP-UDI-MoDem  | 12 575       | 41,76 %      | 14 773      | 47,75 %     | 16                 | 8                 | 6                     |
|                | Marie-Arlette Carlotti | PS-EELV        | 7 425        | 24,66 %      | 10 328      | 33,39 %     | 4                  | 2                 | 1                     |
|                | Isabelle Pasquet       | FG             | 2 322        | 7,71 %       | 10 328      | 33,39 %     | 4                  | 2                 | 1                     |
|                | Jean-Pierre Baumann    | FN             | 5 464        | 18,15 %      | 5 834       | 18,86 %     | 2                  | 1                 | 1                     |
|                | Michèle Rubirola       | Liste Diouf    | 1 552        | 5,15 %       |             |             |                    |                   |                       |
|                | Alain Persia           | SE             | 406          | 1,35 %       |             |             |                    |                   |                       |
|                | Robert Bismuth         | PRG            | 274          | 0,91 %       |             |             |                    |                   |                       |
|                | Élisabeth Saïd         | DVD            | 93           | 0,31 %       |             |             |                    |                   |                       |
|                |                        |                |              |              |             |             |                    |                   |                       |
| Inscrits       | Inscrits               | Inscrits       | 52 577       | 100 %        | 52 562      | 100 %       | 33                 | 11                | 8                     |
| Abstention     | Abstention             | Abstention     | 21 719       | 41,31 %      |             |             |                    |                   |                       |
| Votants        | Votants                | Votants        | 30 858       | 58,69 %      | 32 088      | 61,05 %     |                    |                   |                       |
| Blancs et nuls | Blancs et nuls         | Blancs et nuls | 747          | 2,42 %       | 1 153       | 3,59 %      |                    |                   |                       |
| Exprimés       | Exprimés               | Exprimés       | 30 111       | 57,27 %      | 30 935      | 58,85 %     |                    |                   |                       |

#### IVesecteur (6eet8earrondissements)
|                | Jean-Claude Gaudin      | UMP-UDI-MoDem  | 21 527 | 50,08 % | 23 | 13 | 8  |  |  |
|                | Annie Lévy-Mozziconacci | PS-EELV        | 8 200  | 19,08 % | 3  | 1  | 1  |  |  |
|                | Michel Cataneo          | FN             | 7 440  | 17,31 % | 2  | 1  | 1  |  |  |
|                | Marie-Françoise Palloix | FG             | 3 017  | 7,02 %  | 1  | 0  |    |  |  |
|                | André Jollivet          | Liste Diouf    | 2 803  | 6,52 %  | 1  | 0  |    |  |  |
|                |                         |                |        |         |    |    |    |  |  |
| Inscrits       | Inscrits                | Inscrits       | 78 113 | 100 %   | 45 | 15 | 10 |  |  |
| Abstention     | Abstention              | Abstention     | 33 972 | 43,49 % |    |    |    |  |  |
| Votants        | Votants                 | Votants        | 44 141 | 56,51 % |    |    |    |  |  |
| Blancs et nuls | Blancs et nuls          | Blancs et nuls | 1 154  | 2,61 %  |    |    |    |  |  |
| Exprimés       | Exprimés                | Exprimés       | 42 987 | 55,03 % |    |    |    |  |  |

#### Vesecteur (9eet10earrondissements)
| Tête de liste  | Tête de liste       | Partis         | Premier tour | Premier tour | Second tour | Second tour | Sièges             | Sièges            | Sièges                |
| Tête de liste  | Tête de liste       | Partis         | #            | %            | #           | %           | Conseil de secteur | Conseil municipal | Conseil communautaire |
| -------------- | ------------------- | -------------- | ------------ | ------------ | ----------- | ----------- | ------------------ | ----------------- | --------------------- |
|                | Guy Teissier        | UMP-UDI-MoDem  | 19 396       | 45,78 %      | 22 851      | 51,45 %     | 23                 | 12                | 8                     |
|                | Laurent Comas       | FN             | 10 829       | 25,56 %      | 11 704      | 26,35 %     | 4                  | 2                 | 1                     |
|                | Karim Zéribi        | EELV-PS        | 6 475        | 15,28 %      | 9 860       | 22,20 %     | 3                  | 1                 | 1                     |
|                | Jean-Marc Cavagnara | FG             | 2 572        | 6,07 %       | 9 860       | 22,20 %     | 3                  | 1                 | 1                     |
|                | Caroline Petit      | Liste Diouf    | 1 860        | 4,39 %       |             |             |                    |                   |                       |
|                | Fernand Pietri      | PRG            | 733          | 1,73 %       |             |             |                    |                   |                       |
|                | Salah Nehari        | DVG            | 504          | 1,19 %       |             |             |                    |                   |                       |
|                |                     |                |              |              |             |             |                    |                   |                       |
| Inscrits       | Inscrits            | Inscrits       | 79 985       | 100 %        | 79 979      | 100 %       | 45                 | 15                | 10                    |
| Abstention     | Abstention          | Abstention     | 36 145       | 45,19 %      |             |             |                    |                   |                       |
| Votants        | Votants             | Votants        | 43 840       | 54,81 %      | 46 064      | 57,60 %     |                    |                   |                       |
| Blancs et nuls | Blancs et nuls      | Blancs et nuls | 1 471        | 3,36 %       | 1 649       | 3,58 %      |                    |                   |                       |
| Exprimés       | Exprimés            | Exprimés       | 42 369       | 52,97 %      | 44 415      | 55,53 %     |                    |                   |                       |

#### VIesecteur (11eet12earrondissements)
| Tête de liste  | Tête de liste      | Partis         | Premier tour | Premier tour | Second tour | Second tour | Sièges             | Sièges            | Sièges                |
| Tête de liste  | Tête de liste      | Partis         | #            | %            | #           | %           | Conseil de secteur | Conseil municipal | Conseil communautaire |
| -------------- | ------------------ | -------------- | ------------ | ------------ | ----------- | ----------- | ------------------ | ----------------- | --------------------- |
|                | Roland Blum        | UMP-UDI-MoDem  | 14 891       | 35,17 %      | 20 559      | 46,69 %     | 19                 | 10                | 8                     |
|                | Robert Assante     | DVD            | 5 672        | 13,40 %      | 20 559      | 46,69 %     | 19                 | 10                | 8                     |
|                | Élisabeth Philippe | FN             | 10 942       | 25,85 %      | 13 189      | 29,95 %     | 4                  | 2                 | 1                     |
|                | Christophe Masse   | PS-EELV        | 7 040        | 16,63 %      | 10 287      | 23,36 %     | 3                  | 1                 | 1                     |
|                | Sandrine Cartier   | FG             | 2 340        | 5,53 %       | 10 287      | 23,36 %     | 3                  | 1                 | 1                     |
|                | Ferdinand Richard  | Liste Diouf    | 1 452        | 3,43 %       |             |             |                    |                   |                       |
|                |                    |                |              |              |             |             |                    |                   |                       |
| Inscrits       | Inscrits           | Inscrits       | 77 265       | 100 %        | 77 257      | 100 %       | 39                 | 13                | 10                    |
| Abstention     | Abstention         | Abstention     | 33 820       | 43,77 %      |             |             |                    |                   |                       |
| Votants        | Votants            | Votants        | 43 445       | 56,23 %      | 45 569      | 58,98 %     |                    |                   |                       |
| Blancs et nuls | Blancs et nuls     | Blancs et nuls | 1 108        | 2,55 %       | 1 534       | 3,37 %      |                    |                   |                       |
| Exprimés       | Exprimés           | Exprimés       | 42 337       | 54,79 %      | 44 035      | 57,00 %     |                    |                   |                       |

#### VIIesecteur (13eet14earrondissements)
| Tête de liste  | Tête de liste   | Partis         | Premier tour | Premier tour | Second tour | Second tour | Sièges             | Sièges            | Sièges                |
| Tête de liste  | Tête de liste   | Partis         | #            | %            | #           | %           | Conseil de secteur | Conseil municipal | Conseil communautaire |
| -------------- | --------------- | -------------- | ------------ | ------------ | ----------- | ----------- | ------------------ | ----------------- | --------------------- |
|                | Stéphane Ravier | FN             | 12 857       | 32,88 %      | 15 971      | 35,34 %     | 22                 | 11                | 8                     |
|                | Richard Miron   | UMP-UDI-MoDem  | 10 882       | 27,83 %      | 14 529      | 32,15 %     | 5                  | 2                 | 2                     |
|                | Garo Hovsepian  | PS-EELV        | 8 467        | 21,66 %      | 14 696      | 32,52 %     | 5                  | 3                 | 2                     |
|                | Samy Johsua     | FG             | 2 512        | 6,43 %       | 14 696      | 32,52 %     | 5                  | 3                 | 2                     |
|                | Pape Diouf      | Liste Diouf    | 3 168        | 8,10 %       |             |             |                    |                   |                       |
|                | Myriam Manni    | DVG            | 850          | 2,17 %       |             |             |                    |                   |                       |
|                | Danièle Pécout  | LO             | 361          | 0,92 %       |             |             |                    |                   |                       |
|                |                 |                |              |              |             |             |                    |                   |                       |
| Inscrits       | Inscrits        | Inscrits       | 81 959       | 100 %        | 81 953      | 100 %       | 48                 | 16                | 12                    |
| Abstention     | Abstention      | Abstention     | 41 569       | 50,72 %      |             |             |                    |                   |                       |
| Votants        | Votants         | Votants        | 40 390       | 49,28 %      | 46 608      | 56,87 %     |                    |                   |                       |
| Blancs et nuls | Blancs et nuls  | Blancs et nuls | 1 293        | 3,20 %       | 1 412       | 3,03 %      |                    |                   |                       |
| Exprimés       | Exprimés        | Exprimés       | 39 097       | 47,70 %      | 45 196      | 55,15 %     |                    |                   |                       |

#### VIIIesecteur (15eet16earrondissements)
| Tête de liste  | Tête de liste         | Partis         | Premier tour | Premier tour | Second tour | Second tour | Sièges             | Sièges            | Sièges                |
| Tête de liste  | Tête de liste         | Partis         | #            | %            | #           | %           | Conseil de secteur | Conseil municipal | Conseil communautaire |
| -------------- | --------------------- | -------------- | ------------ | ------------ | ----------- | ----------- | ------------------ | ----------------- | --------------------- |
|                | Samia Ghali           | PS-EELV        | 6 634        | 31,71 %      | 10 716      | 45,54 %     | 17                 | 9                 | 6                     |
|                | Jean-Marc Coppola     | FG             | 2 260        | 10,80 %      | 10 716      | 45,54 %     | 17                 | 9                 | 6                     |
|                | Bernard Marandat      | FN             | 5 772        | 27,59 %      | 7 206       | 30,63 %     | 4                  | 2                 | 1                     |
|                | Arlette Fructus       | UDI-MoDem-UMP  | 4 393        | 21,00 %      | 5 607       | 23,83 %     | 3                  | 1                 | 1                     |
|                | Zoubida Meguenni      | Liste Diouf    | 1 145        | 5,47 %       |             |             |                    |                   |                       |
|                | Cyril Abidi           | DVG            | 237          | 1,13 %       |             |             |                    |                   |                       |
|                | Hassen Hammou         | PRG            | 186          | 0,89 %       |             |             |                    |                   |                       |
|                | François Roche        | LO             | 164          | 0,78 %       |             |             |                    |                   |                       |
|                | Jean-François Barnier | POI            | 129          | 0,62 %       |             |             |                    |                   |                       |
|                |                       |                |              |              |             |             |                    |                   |                       |
| Inscrits       | Inscrits              | Inscrits       | 46 467       | 100 %        | 46 464      | 100 %       | 36                 | 12                | 8                     |
| Abstention     | Abstention            | Abstention     | 24 859       | 53,50 %      |             |             |                    |                   |                       |
| Votants        | Votants               | Votants        | 21 608       | 46,50 %      | 24 458      | 52,64 %     |                    |                   |                       |
| Blancs et nuls | Blancs et nuls        | Blancs et nuls | 688          | 3,18 %       | 929         | 3,80 %      |                    |                   |                       |
| Exprimés       | Exprimés              | Exprimés       | 20 920       | 45,02 %      | 23 529      | 50,64 %     |                    |                   |                       |